# Tribonyx
A  Tribonyx a madarak osztályának darualakúak (Gruiformes) rendjébe és a  guvatfélék (Rallidae) családjába tartozó nem. Egyes szervezetek a Gallinula nembe sorolják az élő fajokat.

## Rendszerezésük
A nemet Bernard du Bus de Gisignies belga ornitológus írta le 1840-ben, az alábbi fajok tartoznak ide:
- vöröslábú mocsárityúk (Tribonyx ventralis[1] vagy Gallinula ventralis)[2]
- tasmaniai mocsárityúk (Tribonyx mortierii[1] vagy Gallinula mortierii)[2]
- új-zélandi mocsárityúk (Tribonyx hodgenorum vagy Gallinula hodgenorum) - kihalt a 15. század előtt